# Histoire de Nijni Novgorod

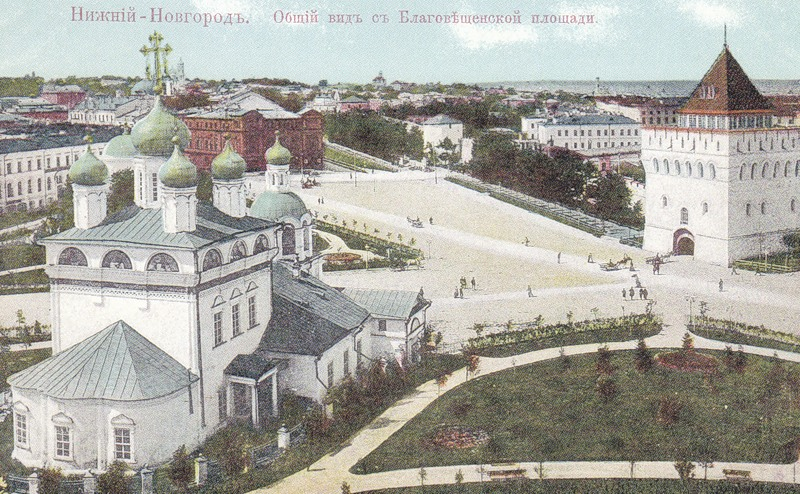
Place de l'Annonication et Kremlin de Nijni Novgorod

Nijni Novgorod a été fondée par le prince Iouri Vsevolodovitch en 1221. Ses habitants, dirigés par le chef Kouzma Minine et le prince Dmitri Pojarski, ont rassemblé une milice pour libérer Moscou des envahisseurs polonais en 1611. La ville est le principal centre commercial international de la Russie depuis 1817. Pendant la période soviétique, elle fut rebaptisée Gorki, en l'honneur de l'écrivain Maxime Gorki, et était une ville industrielle fermée de l'Union soviétique. Pendant la Seconde Guerre mondiale, durant trois ans, elle fut bombardée par des avions allemands, ce qui détruisit pratiquement sa partie industrielle. Un an avant l'effondrement de l'Union soviétique, le nom de Nijni Novgorod a été restitué à la ville. Dans la Russie moderne, la ville est devenue le centre politique et administratif du district fédéral de la Volga et a tracé la voie au développement du tourisme.

## Fondation

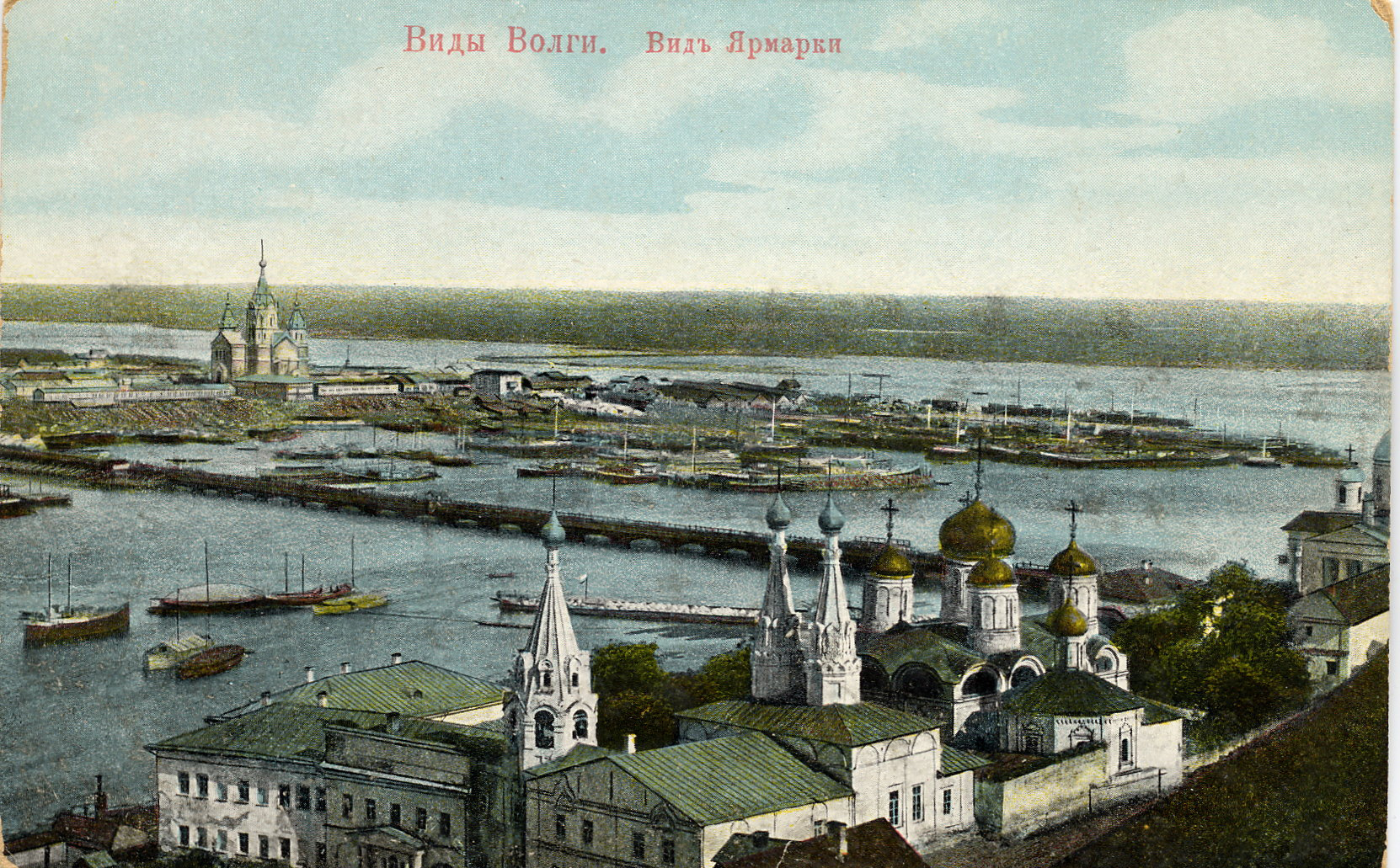
Vue sur la Volga, le monastère de l'Annonciation et la Strelka. 1894

Durant les campagnes militaires des différents princes russes contre le Khanat bulgare de la Volga, un endroit pratique à l'embouchure de l'Oka (la Strelka) dans la Volga servait de lieu de rassemblement pour les troupes de Mourom et de Souzdal. En 1220, le grand-duc de Vladimir Iouri Vsevolodovitch mena avec succès une campagne contre les Bulgares, après quoi l'année suivante il « décida de renforcer une place importante pour la Russie » et fonda une ville à l'embouchure de l'Oka.
Le nom de la ville – Novgorod, c’est-à-dire « ville nouvelle » – a conduit les historiens à l’idée de l’existence d’une colonie antérieure. L'hypothèse sur la « vieille ville » a été soutenue à plusieurs reprises par les historiens, tandis que des versions ont été exprimées sur l'origine Bulgar, Mordvienne-Erzya (« Ville d'Abramov »  - эрз. Obran osh) ou russe (« vieille ville de Souzdal ») de cette ville. Des tentatives ont été faites pour prouver l'identité de la « vieille ville » avec les villes bulgares d'Ochel, de Briakhimov et de Veliki Gorod. Les données archéologiques ne soutiennent aucune des deux hypothèses, démontrant l'absence de bâtiments antérieurs sur le territoire du Kremlin de Nijni Novgorod et à proximité de Nijni Novgorod.
- pour la distinguer de Veliky Novgorod et des autres Novgorods, puisque la ville était située dans le « pays Nizovski » (dans les titres des empereurs, elle continua à être appelée « Novagorod du pays Nizovsky » jusqu'à la révolution de février 1917)[2] ;
- la ville était située plus bas par rapport à la « Vieille Ville », située plus haut le long de la rivière Oka;
- la ville était située en aval de la Volga à partir de Gorodets[6].

La première place forte, construite en 1221, en bois et en terre occupait une position militaire et stratégique extrêmement avantageuse sur le mont Tchassovaïa. Cette place forte était bien protégée d'un côté par un profond ravin, de l'autre par des falaises abruptes et des éboulis de la Volga. Au cours des premières années, deux églises en pierre blanche ont été construites dans la nouvelle forteresse, dont la cathédrale de l'Archange en 1227, ce qui témoigne du rôle particulier que revendiquait la ville dans le système territorial de la principauté de Vladimir-Souzdal. Cependant, l'invasion mongole-tatare n'a pas permis que la ville devienne importante.
La fondation de Nijni Novgorod marqua le début de l'expansion active de l'influence russe sur les terres mordoviennes. En 1226, les frères du grand-duc Sviatoslav et Ivan prirent avec succès plusieurs villages erzyas. En septembre 1228, le neveu du grand-duc Vassilko Konstantinovich et le gouverneur Ieremey Glebovitch se rendirent sur les terres des Erzyas, mais furent contraints de revenir en raison du mauvais temps. En janvier de l'année suivante, le grand-duc Iouri avec son frère Iaroslav, ses neveux Konstantinovich et le prince de Mourom Iouri envahirent le territoire du prince erzyan Purgas, mais furent vaincus. En réponse, Purgas, en avril de la même année, attaqua la ville, mais fut incapable de la capturer et il n'y eut plus de tentatives similaires de la part des erzyas.

## Période féodale

### Sous différentes principautés
En février 1238, Gorodets et ses environs furent attaqués par l'un des détachements indépendants qui se dispersèrent sur tout le territoire du Grand-Duché de Vladimir après la prise de la capitale. Selon une autre version, la ville possédait un régiment de gardes sous la direction du gouverneur Ieremey Glebovitch, qui participa à la bataille de Kolomna et fut détruit.
Pendant une courte période, une « république de vétché » semblable à Veliky Novgorod fut établie à Nijni Novgorod.
Dans le dernier tiers du XIIIe siècle, la principauté de Gorodets devint indépendante de la principauté de Souzdal, et Nijni Novgorod lui fut ainsi subordonnée. Andreï Alexandrovitch, le troisième fils d'Alexandre Nevski, devint prince de Gorodets. Mais la principauté ne dura pas longtemps, et, au début du XIVe siècle, les villes qui la composaient devinrent à nouveau subordonnées au grand-duc de Vladimir .
En 1311, il y eut une lutte pour le trône grand-ducal de Kiev entre les princes de Vladimir et de Moscou. Le prince de Moscou Iouri III a conquis Nijni Novgorod du prince Vladimir Michel III, où il a installé son frère Boris Danilovitch pour régner. Après la mort de Boris, pendant une courte période, la ville se retrouva à nouveau subordonnée à la principauté de Vladimir. Le prince Alexandre II de Tver, qui occupait le trône grand-ducal de Kiev, a soutenu le soulèvement contre la Horde d'or à Tver. En réponse, le khan de la Horde d'or Özbeg a appelé le prince de Moscou Ivan Kalita à ruiner la principauté de Tver. Ils furent rejoints par le prince de Souzdal Alexandre Vassilievitch. Après la victoire, Khan Ouzbek partagea les possessions grand-ducales, en donnant la plupart au prince de Moscou. Une partie des terres, y compris l'ancienne principauté de Gorodets, revint à Alexandre Vassilievitch. Après sa mort en 1331, les terres passèrent au grand-duc de Moscou Ivan Kalita, qui les dirigea avec l'aide de gouverneurs.
Pendant cette époque, la ville donnaissait une prospérité économique.

### Capitale du Grand-Duché de Nijni Novgorod-Souzdal
En 1341, après la mort d'Ivan Kalita, le Khan ouzbek partagea les principaux territoires du nord-est de la Russie. La partie qui comprenait Nijni Novgorod, Gorodets et Ounja est entrée en possession du prince de Souzdal Konstantine Vassilievtich. Un grand-Duché indépendant de Nijni Novgorod-Souzdal a été formé. À l'est, sa frontière longeait la rivière Soura, au sud-est et au sud - le long des rivières Piana et Serioja. À l'ouest, la frontière longeait la rive droite de l'Oka jusqu'à Mourom, puis traversait le cours inférieur de la Kliazma, y compris Souzdal et Chouïa. Au nord, les frontières de la principauté étaient traversées par le cours inférieur des rivières Ounja, Vetlouga et Kerjenets. Le principal bastion à l'est était la forteresse Kourmych, fondée en 1372. Le long de la frontière, il y avait de petites forteresses où vivaient les gardes-frontières. Les restes de ces forteresses ont été découverts le long de la rivière Piana, dans les alentours de Boutourlino et de Sergatch.
De 1360 à 1363, pendant la période où Dmitri Konstantinovitch occupait le trône de Vladimir, Nijni Novgorod était la capitale de la principauté de Vladimir-Souzdal.
En 1377, la Horde attaqua Nijni Novgorod. Lors de la bataille de la rivière Piana, l'armée russe subit une lourde défaite face au prince de la Horde Arapsha. Dmitri Constantinovitch de Souzdal, laissé sans troupes, se retira à Souzdal, et les habitants de Nijni Novgorod - vers Gorodets. Le 2 août, les troupes de la Horde font subir une importante défaite aux Russes, et le 5 août 1377, les troupes de la Horde entrent à Nijni Novgorod. La ville a été incendiée, dont 32 églises. Un an plus tard, le 24 juillet 1378, la ville est reconquise.
Après la Bataille de Koulikovo, la Horde Khan Tokhtamych, en 1382, se rendit à Moscou avec une grande armée. Lorsque l'armée tatare s'est approchée de Nijni Novgorod, le prince Dmitri Constantinovich, voulant sauver ses terres de la ruine, lui a envoyé ses fils Vasisli et Semion, qui sont allés avec l'armée et ont persuadé Moscou de se rendre.

## Tsarat de Russie

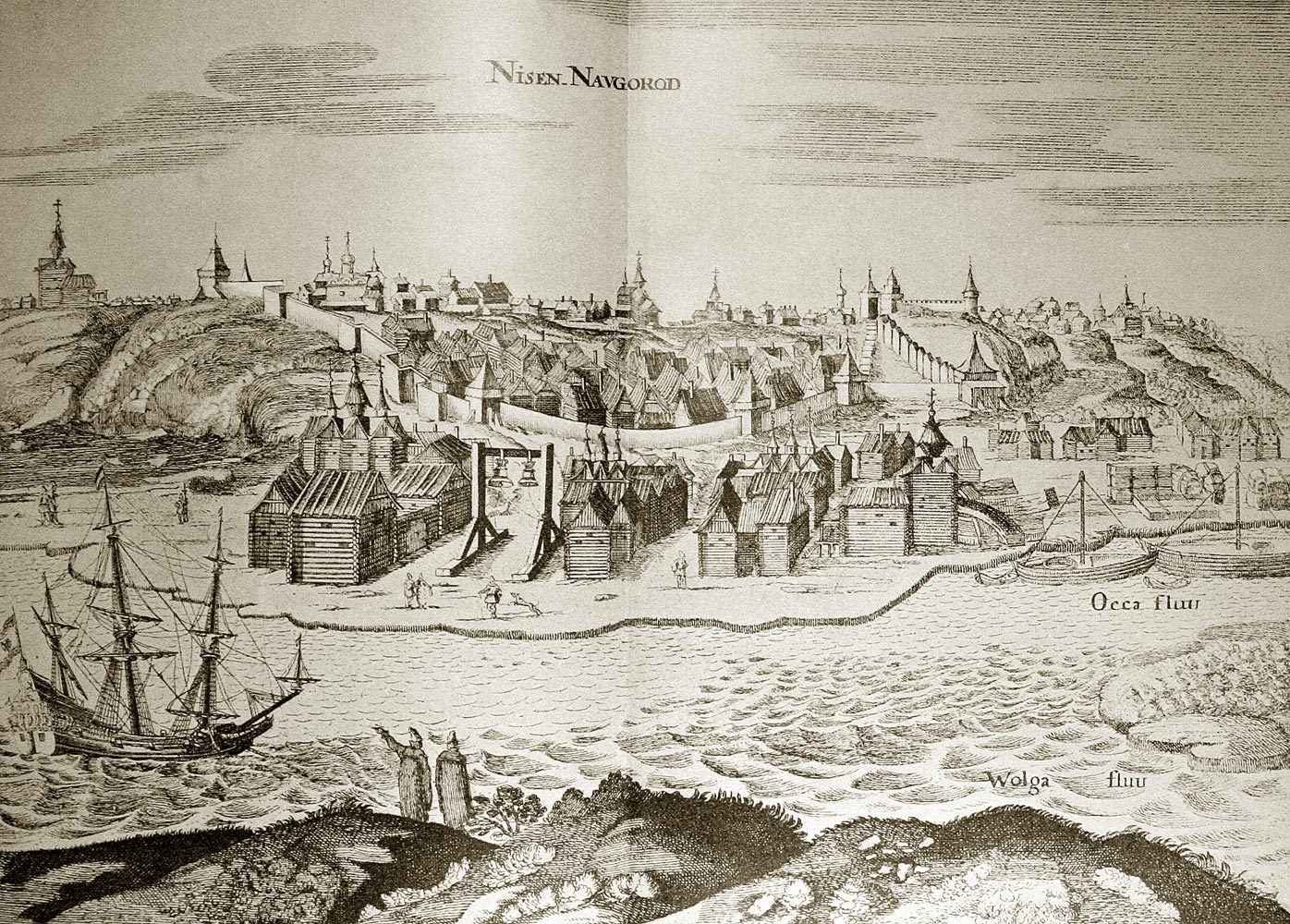
Nijni Novgorod dans la première moitié du XVIIe siècle. Adam Olearius « Description d'un voyage en Moscovie », 1656.

En 1392, le prince de Moscou Vassili Ier reçoit l'ordre des Mongols de s'emparer de la principauté de Nijni Novgorod, ce qu'il réalise,. 
L'annexion de la principauté de Nijni Novgorod aux possessions de Moscou a lieu à la fin des années 1440.
En 1399 (ou selon d'autres sources, en 1395), Siméon Dmitrievitch, le deuxième fils de Dimitri III, avec les troupes bulgares et tatares du tsarévitch Ientiak, capture Nijni Novgorod. Mais, juste après, ses troupes désobéissent et pillent la ville,.
En 1408, la ville est encore dévastée lors de l'invasion des Temnik de la Horde d'Or d'Edigu.
En 1414, le grand-duc de Moscou Iouri IV fait campagne, prenant Nijni Novgorod et assurant ainsi son annexion à la grande-principauté de Moscou. Après avoir capturé Nijni Novgorod, le prince « ne fait de mal à personne » de ses habitants, ce pour quoi il obtient la reconnaissance et le respect des citadins,.
En 1445, la ville est prise par les troupes du Khan de Kazan Ulu-Muhammad.
Vers 1468, la ville est visitée par Athanse Nikitine, qui la mentionne dans ses notes de voyage « Le Voyage au-delà des trois mers »,.
Sous Ivan III et Vassili III, la ville joue le rôle de poste frontière, disposant d'une armée permanente, servant de point de ralliement pour les campagnes contre le khanat de Kazan.
En 1508-1515, un kremlin en pierre est installé pour remplacer celui en bois.
En septembre 1505, sous les murs du Kremlin inachevé, les forces de la garnison de Nijni Novgorod sous la direction du gouverneur Khabar Simsky repoussent l'invasion des Tatars des Nogaïs et de Kazan sous le commandement du Khan de Kazan Muhammad-Amin. 
L'armée des assaillants comprend 40 000 Kazaniens et 20 000 Nogaïs. 
Le chef des Nogaïs, le beau-frère de Muhammad-Amin, est tué par un boulet de canon tiré par Fedia Litvitch. 
Après quoi, un massacre a lieu entre les Nogaïs et les Tatars : le khan est contraint de lever le siège.
Après la campagne de Vassili III contre Kazan en 1523, la ville de Vassil est fondée, sur la rivière Soura, dont les droits frontaliers sont transférés. 
Après la prise de Kazan par Ivan le Terrible, le rôle frontalier de Nijni Novgorod devient insignifiant. 
En 1565, après que la division par le tsar Ivan le Terrible du royaume russe en oprichnina et zemchtchina, la ville devient une partie de la zemchtchina.

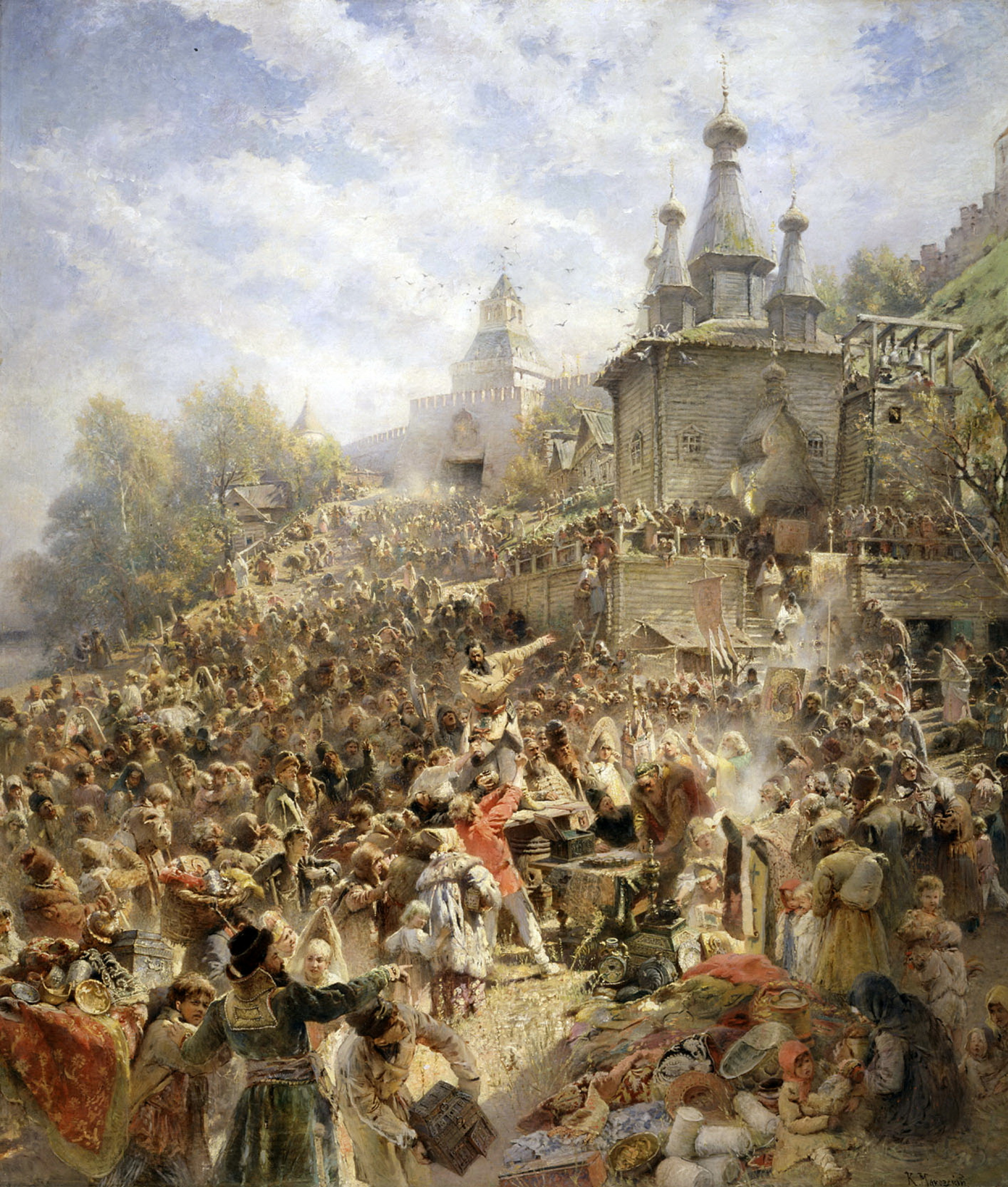
L'appel de Minine. Constantin Makovski (1839-1915)

### Le temps des troubles
Pendant le Temps des troubles, Nijni Novgorod, seule avec la Laure Trinité-Serge, continue à apporter son soutien à Moscou occupée. 
À cette époque, même si presque tout le pays est sous occupation polonaise, il n’y a pas de Polonais à Nijni. 
Dans le même temps, les habitants de Nijni Novgorod élisent vers le 1er septembre 1611 un nouveau chef de zemstvo, Kouzma Minine. 
Après un certain temps, il commence à appeler les habitants à lutter pour la libération contre les Polonais. 
En cela, il est soutenu par le conseil municipal de Nijni Novgorod, les voïvodes, le clergé et le personnel militaire.
Par décision du conseil municipal, une assemblée générale des habitants de Nijni Novgorod est convoquée au Kremlin. 
Minine y appelle le peuple à se lever pour libérer la Russie des interventionnistes étrangers. 
Après la réunion, les habitants commencent à faire des dons volontaires pour créer une armée. 
En outre, un ordre est émis pour confisquer une partie des biens personnels afin de créer une milice. 
Minine est chargé de diriger la collecte des fonds et leur répartition entre les milices.
Il évoque ensuite la question du choix d’un futur chef militaire. 
Lors du deuxième rassemblement, les habitants décident de demander au prince Dmitri Pojarski de diriger la milice populaire, son domaine familial étant situé dans l'ouïezd de Nijni Novgorod, à 60 km de Nijni Novgorod. 
Le prince, dans toutes ses qualités, est réputé apte au rôle de commandant de milice, parce qu'appartenant à une famille noble, les Rourikovitch, à la vingtième génération.
Pojarski arrive à Nijni Novgorod le 28 octobre 1611 (7 novembre dans le calendrier grégorien) et commence immédiatement, avec Minine, à organiser une milice. 
Ils continuent à rassembler le trésor et à rechercher des guerriers dans les villes environnantes. 
Ensuite, un nouveau gouvernement est formé, non subordonné aux Sept Boyards de Moscou.
Cependant, cet état de fait ne convient pas aux Polonais et aux Sept Boyards. 
Plusieurs tentatives sont faites pour éliminer le nouveau gouvernement, mais sans succès. 
Les milices populaires partent en mars), se dirigent vers Moscou en chemin, libèrent les villes de l'occupation polonaise et y établissent le pouvoir temporaire du prince Pojarski. 
Le 22 octobre 1612 (1er novembre dans le calendrier grégorien), les troupes de la milice populaire libèrent Moscou des Polonais,. 
En hommage à la réussite de l'entreprise, 22 octobre 1649 (1er novembre dans le calendrier grégorien), le prince Alexeï Mikhaïlovitch institue une fête en l'honneur de l'icône de Kazan de la Mère de Dieu.
Dans la Russie moderne, elle est célébrée comme Journée de l'unité nationale depuis le 4 novembre 2005.
Au XVIIe siècleXVIIe siècle, un schisme ecclésial se produit dans l'Église orthodoxe sous le patriarche Nikon. 
En conséquence, se forment de nombreuses colonies de vieux-croyants dans les environs de Nijni Novgorod, et notamment sur les bords de la rivière Kerjenets. 
Pour éradiquer le schisme à Nijni, une éparchie est fondée en 1672. L'archimandrite Filaret du monastère de la Nativité de Vladimir est nommé premier métropolite de Nijni Novgorod et d'Alatyr. Le siège métropolitain existe à Nijni jusqu'en 1719.

## Empire russe

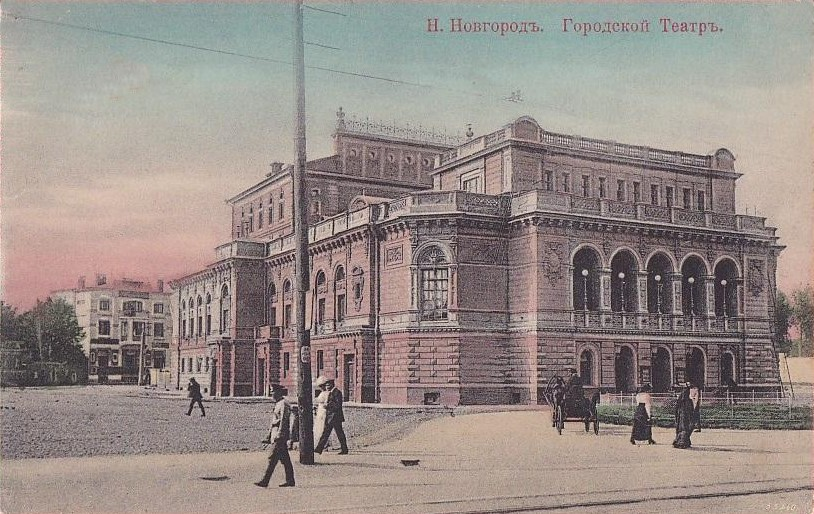
Théâtre Nikolaïevski en 1880.

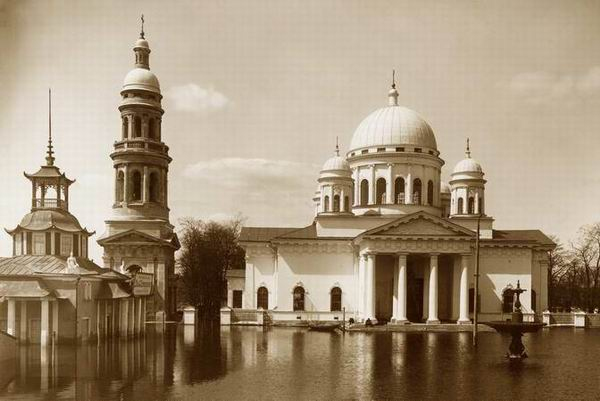
Cathédrale de la vieille foire du Sauveur en 1900.

En 1695, lors de ses campagnes contre Azov, le tsar Pierre Ier vint à Nijni Novgorod. Grâce à ses réformes administratives et territoriales, à partir de 1719 la ville devint le centre du gouvernement de Nijni Novgorod. Le règne de Pierre fut marqué pour Nijni Novgorod par un changement d'attitude envers le schisme. En 1721, l'archimandrite Pitirim du monastère de Kerjebelmansh, fondateur des écoles ecclésiastiques hellénique-grecque et slave-russe, fut nommé au siège épiscopal. En 1722, partant en campagne de Perse, Pierre Ier visita à nouveau Nijni Novgorod. Ici, il a célébré son 50e anniversaire.
En 1767, l'impératrice Catherine II visita Nijni Novgorod. Elle ne l’aimait pas du tout, avis qui ressort clairement d'une de ses déclarations:
« Cette ville est belle dans sa situation, mais dégoûtante dans sa structure... Tout est couché sur le côté ou à proximité... »
Lors de son séjour impérial dans la ville, elle a rencontré l'inventeur mécanique local Ivan Koulibine. Par la suite, ce dernier fut invité à la cour impériale.
Après sa visite, un nouveau plan régulier de la ville fut élaboré, prévoyant un système de quartiers. De 1770 à 1913, la rue Bolchaïa Pokrovskaïa a été reconstruite. Elle a progressivement commencé à être construit avec des maisons en pierre. En 1798, le premier théâtre municipal est construit. Il devint plus tard connu sous le nom de Nikolaïevski, en l'honneur de l'empereur Nicolas Ier. Son nom moderne est théâtre dramatique.
En 1785, avec des réformes de Catherine II sur les villes, Nijni Novgorod est dotée d'institutions municipales,.
En 1812, la guerre éclate entre la Russie et la France. À la suite de l'attaque de l'armée française sur Moscou, les propriétaires terriens moscovites arrivent à Nijni Novgorod  Des rumeurs courent selon lesquelles Nijni deviendra la capitale après l'incendie de Moscou. Parmi les propriétaires fonciers arrivés figuraient Nikolaï Karamzine, Vassili Pouchkine, Nikolaï Bantych-Kamenski, Alekseï Malinovski, Iouri. Neledinski-Meletski, Constantin Batiouchkov, Sergueï Glinka, qui ont organisé leur propre club littéraire dans la ville.
En 1817, la foire de Macaire fut transférée dans le village de Kounavino. Avant cela, il passait chaque année à 120 km en aval de la Volga, près du monastère Saint-Macaire, qui a brûlé l'année précédente,. À partir de ce moment, la foire a commencé à s'appeler Nijni Novgorod et les rives droite et gauche de l'Oka étaient reliées par le premier pont flottant de Nijni Novgorod. Grâce à la foire, le développement économique rapide de la ville et des villages environnants commença. La foire était la plus grande d'Europe, devant Leipzig, pendant deux mois chaque été, avec des produits venus d'Europe, d'Asie, du Moyen-Orient entre autres.
Le village de Kounavino est devenu une grande colonie marchande. Plus tard, des entreprises industrielles y furent construites.
Après la visite de l'empereur Nicolas Ier dans la ville en 1834, la reconstruction extérieure de Nijni Novgorod commença. En 1847, la ville reçut l'eau courante et la première fontaine est construite sur la place de l'Annonication. Les bâtiments privés du Kremlin ont été détruits et remplacés par de nouveaux bâtiments administratifs. De nombreux nouveaux bâtiments, rues, boulevards et jardins ont été construits.
En 1849, une grande entreprise industrielle fut fondée dans le village de Sormovo, près de Nijni Novgorod, usine qui devint plus tard connue sous le nom d'usine de Sormovo. À oartir 1850, elle produisait des bateaux à vapeur fluviaux, divers modèles de voitures, des wagons de chemin de fer, des locomotives à vapeur, des bateaux à moteur et des tramways. Grâce à l'usine, Sormovo s'est rapidement transformée en un grand village ouvrier.
En 1862, la construction du chemin de fer de Moscou à Nijni Novgorod est achevée. En 1895, le chemin de fer fut étendu jusqu'à Sormovo, avec la construction de la gare de Moscou. En 1904, une branche du chemin de fer Moscou — Kazan a été créée entre Arzamas et Nijni Novgorod pour laquelle la gare de Romodanovski a été construite.

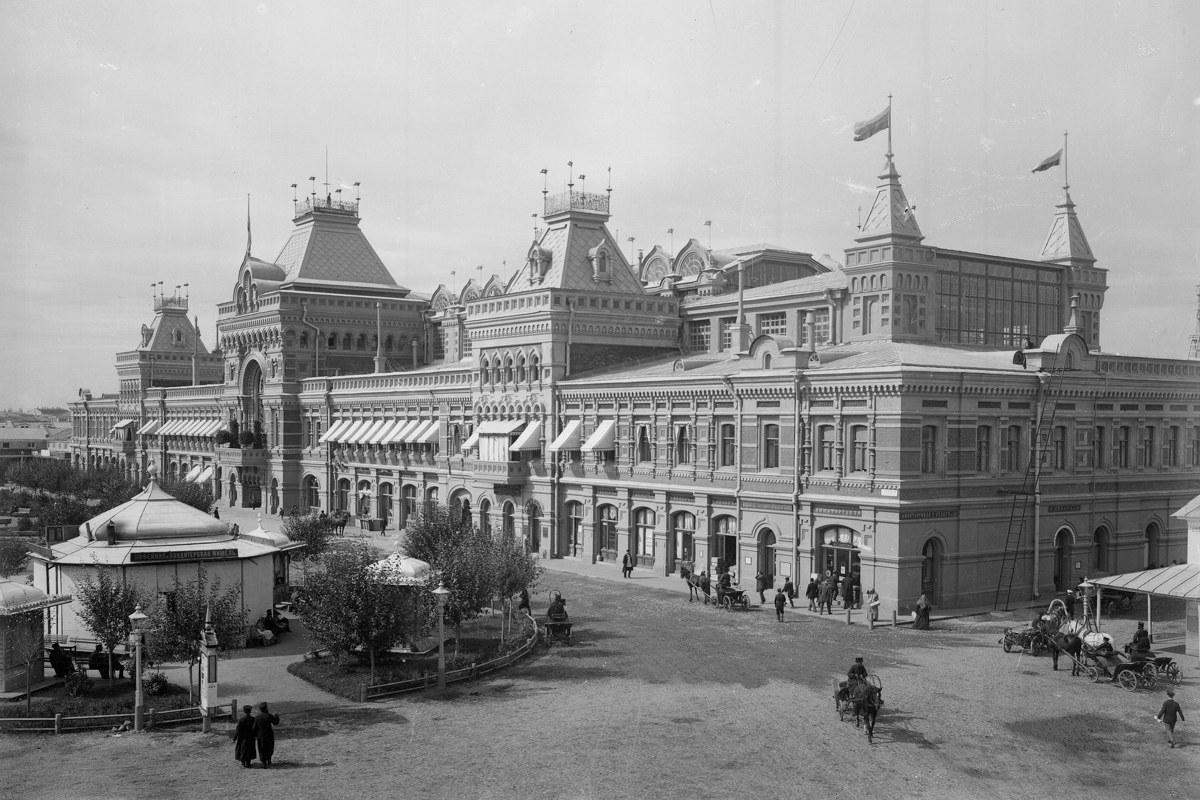
Exposition panrusse à la Foire de Nijni Novgorod en 1896

En 1896, la ville a accueilli l'Exposition commerciale et industrielle panrusse. Pour cet événement, un tramway a ouvert ses portes dans la ville. Dans le département agricole de l'exposition (dans le sous-département de météorologie), le «Dispositif d'enregistrement des décharges électriques dans l'atmosphère » d'Alexandre Popov a été présenté. L'exposition présentait également un tour hyperboloïde et des coques en treillis d'acier conçues par l'ingénieur Vladimir Choukhov. Lors de la même exposition, la première voiture russe des usines Fresse et Iakovlev a été présentée. Le moteur et la transmission ont été fabriqués à l'usine de Yakovlev, et la carrosserie, le châssis et les roues ont été fabriqués à l'usine de Fresse.
La ville bénéficiait à cette époque des paysans venant travailler en ville l'été, apportant une main d'œuvre conséquente.

### Révolution de 1905
Au printemps 1905, pendant la révolution russe de 1905, la situation de la ville échappe au contrôle des autorités. Le gouverneur Paul-Simon Ounterberger signala dans ses rapports à la police : « Lors de rassemblements, de réunions, de soirées organisés, où le nombre de personnes présentes atteint plusieurs milliers, les orateurs prononcent des discours incendiaires, avec lesquels la population, et la classe ouvrière en particulier, sont appelées à désobéir aux autorités, à renverser le gouvernement en place, à généraliser armement et révolution. Lors des rassemblements et des réunions, des proclamations de partis extrémistes sont distribuées et des dons sont collectés pour l'armement général. »

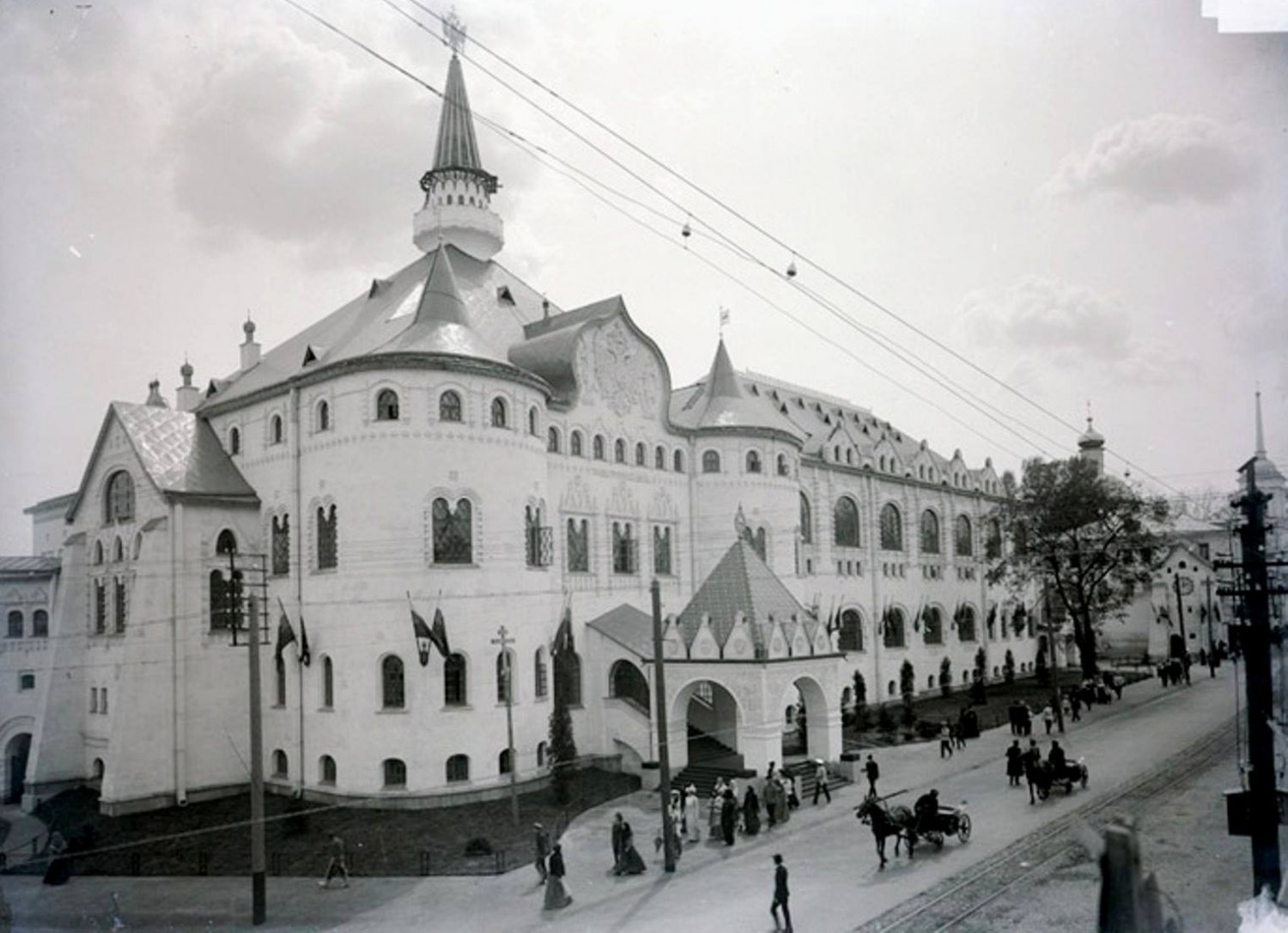
Banque nationale. 1913

Respectant toujours strictement la lettre de la loi et n'autorisant même pas l'idée de recourir à la force contre son peuple, l'humaniste Ounterberger n'a pas réussi à faire face à la situation. Début novembre 1905, il fut rappelé de Nijni. Le baron Karl Fredericks a été nommé pour lui succéder.
En décembre 1905, il y eut lieu dans les zones de Sormovo et de Koinavino un soulèvement des ouvriers de l'usine de Sormovo, organisé par des cellules locales de plusieurs partis politiques.
En avril 1908, l'une des pires inondations s'est produite. La rue de la Nativité, la gare de Kazan, les usines Bougrovski et l'usine Kourbatov ont été inondées. Des inondations ont également eu lieu dans les agglomérations satellites : Sormovo, Gordevka, Kounavino, Molitovka. Ils sont ensuite devenus une partie de la ville moderne.
En 1913, un bâtiment de la Banque d'État fut construite dans la ville. Il fut inauguré personnellement par l'empereur Nicolas II.
Pendant la Première Guerre mondiale, en 1915, les usines Felser et Etna ont été évacuées vers Nijni Novgorod. En 1916, la première université populaire d'État a ouvert ses portes dans la ville. En 1917, l'École polytechnique de Varsovie est évacué, sur la base de laquelle l'Institut polytechnique de Nijni Novgorod est créé.

## Période soviétique
Après la Révolution de Février, la situation dans la ville a commencé à se réchauffer. Du 4 au 7 juillet 1917 (20 juillet dans le calendrier grégorien), un soulèvement armé de soldats eut lieu dans les régiments de réserve de la garnison de Nijni Novgorod (la raison en était l'ordre d'envoyer au front les soldats de première ligne rétablis dans les hôpitaux, tandis qu'un grand nombre de des pièces de rechange qui n'étaient jamais allées au front ont été laissées dans la ville), pour réprimer l'arrivée des cadets et des unités, fidèles au gouvernement provisoire, de Moscou ; le conflit a dégénéré en combats dans les rues de la ville, y compris l'utilisation de l'artillerie, faisant des victimes des deux côtés.
En septembre 1917, les élections à la Douma de la ville se préparaient. En juin, il a été appris que la population des villages industriels - Molitovka, l'usine Felser et Novaïa Etna - n'était pas inscrite sur les listes électorales. Le 14 juin, les travailleurs ont manifesté pour réclamer le droit de vote. La Douma a été contrainte de faire des concessions en incluant ces villages dans la circonscription électorale de Kanavino. Vladimir Gantchel, représentant du Parti socialiste-révolutionnaire, a remporté les élections de septembre.
Après la révolution d'Octobre, le pouvoir soviétique s’établit dans la ville à l’automne 1917.

### Guerre civile
Après le début de la révolte de la légion tchécoslovaque (en mai 1918) et la chute de Kazan aux mains des Armées Blanches, Nijni Novgorod est devenue une ville de première ligne pour l'Armée rouge. Du 10 août au 10 septembre 1918, la loi martiale est instaurée, dans la ville alors sous le contrôle du Comité militaire révolutionnaire. Des perquisitions et des arrestations ont été activement menées dans la bourgeoisie et chez les officiers. Au kremlin, sur les rives de la Volga, des canons de 130 mm spécialement livrés de la Baltique ont été installés et des détachements ont été envoyés aux abords de la ville dans les régions de Vassilsoursk et Lyskovo. Tout au long de la guerre civile, des mobilisations ont été menées à plusieurs reprises et diverses unités militaires ont été formées, l'une des plus importantes étant la 11e division d'infanterie, comptant 30 000 personnes, qui a reçu de l'artillerie ainsi que 24 avions.
En 1918, sur les ordres personnelles de Vladimir Lénine, la flottille militaire de la Volga fut créée à Nijni Novgorod. Elle puisa ses ressources dans l'usine de Sormovo, et la flottille joua un rôle important dans le contrôle du bassin Volga-Kama. Là, en septembre 1920, le premier char russe de série fut produit. En décembre 1918, le laboratoire radio de Nijni Novgorod commença ses travaux, devenant ainsi la première association scientifique et industrielle soviétique dans le domaine de l'ingénierie radio et le seul fournisseur de tubes radio pour équipements de communication à l'époque.
En 1919, Kounavino et Sormovo reçurent le statut de villes  Au lieu du nom « Kounavino », « Kanavino » est progressivement apparu.
Àcause la guerre civile, la situation socio-économique de la région s'est considérablement détériorée ; la ville connaissant une pénurie de carburant, de nourriture et de matières premières pour les entreprises. Le problème du logement était conséquent, les services publics et les transports urbains étaient en mauvais état. En 1921, le gouvernement de Nijni Novgorod fut frappée par la sécheresse et la famine dans la région de la Volga. Le nombre d'entreprises et le nombre de travailleurs qui y travaillent sont passés de 66 600 (lors la Première Guerre mondiale) à 38 200, et la production a chuté plusieurs fois. Dans les structures du pouvoir, la lutte contre la contre-révolution et entre différents mouvements dans les rangs des révolutionnaires (tels que les bolcheviks, les mencheviks, les socialistes-révolutionnaires, les trotskistes, etc.) ne s'est pas arrêtée.
Cependant, la vie économique ne s’est pas arrêtée. La plupart des usines restantes de l'Empire russe, ainsi que les grands projets de construction, étaient sous contrôle strict. Les usines Felzer (Moteur de la Révolution), Siemens et Halske (Usine nommée d'après V.I. Lénine), Teplokhod, l'usine Dobrovykh et Nabgolts (nommée d'après Vorobyov), Novaïa Etna, Saloline (usine de graisse de Nijni Novgorod), une usine de poils et deux usines de confection, une centrale électrique de la ville, des imprimeries fournissaient leurs marchandises au pouvoir soviétique.
La construction des lignes ferroviaires Nijni Novgorod — Kotelnich, Sormovo — Balakhna, Vyksa — Koulebaki s'est poursuivie. Entre 1921 et 1925, dans le cadre du plan GOELRO, la centrale électrique du district d'État de Nijni Novgorod (plus tard GoGRES) a été construite, qui est devenue la plus grande centrale électrique fonctionnant à la tourbe. GoGRES a joué un rôle important dans le développement industriel ultérieur de la ville.
En 1929, les villes de Sormovo et Kanavino furent abolies et leur territoire, ainsi que certains villages, fut inclus dans le Grand Nijni Novgorod, qui commença à être divisé en arrondissements (raïons). La même année, l'ancienne division administrative du pays en gouvernement est abolie. Le gouvernement de Nijni Novgorod est supprimée. Nijni Novgorod est devenue le centre du kraï de Nijni Novgorod (de 1932 jusqu'à son abolition - oblast de Gorki). Le 7 octobre 1932, par décret du Comité exécutif central panrusse et résolution du présidium du comité exécutif régional, la ville fut rebaptisée Gorki, à l'occasion du 40e anniversaire de l'activité littéraire et sociale de l'écrivain Maxime Gorki. En 1933, le kraï de Gorki s'agrandit et la ville devient le centre de l'oblast de Gorki.
Durant cette période, la ville bénéficiait d'une communication fiable entre les rives droite et gauche de l'Oka et d'une liaison ferroviaire avec la rive gauche de la Volga. Dans la période 1929-1933, sur le site d'un pont flottant temporaire, le Pont de Kanavino, long de 795 mètres, a été construit sur la rivière Oka, qui est devenu le premier pont permanent de Nijni Novgorod. En 1932 - 1935, un pont ferroviaire était également en cours de construction sur la Volga, le long duquel passait la voie ferrée menant à Viatka. Grâce à cela, il est devenu possible de traverser Gorki jusqu'à l'Oural et la Sibérie.
Les années 1930 furent une période d’industrialisation rapide. En 1932, la plus grande entreprise industrielle, l'usine automobile de Gorki(GAZ), a commencé à fonctionner, ce qui était une installation importante dans l'industrie de la défense pendant les années difficiles de la Seconde Guerre mondiale. Dans les années 1930 et 1940, la ville était même surnommée le « Détroit russe ». Dans le même temps, le nouveau plus grand arrondissement d'Avtozavodski a été construit autour de GAZ. À l'époque moderne, sa population est d'environ 300 000 personnes. Elle a été initialement conçue comme une ville distincte, mais elle a ensuite été transformée en raïon urbain (un arrondissement).
Dans la période 1929-1932, l'usine aéronautique no 21 est en cours de construction, où, avant la guerre, la production des chasseurs I-5, I-16 et LaGG-3 a été lancée. Pendant la Seconde Guerremondiale, l'usine produisait environ 25 % de tous les chasseurs soviétiques, parmi lesquels une part importante étaient les derniers modèles : La-5, La-5FN, La-7.
En 1932, sur la base de la production de pièces forgées de l'usine de Krasnoïé Sormovo, l'usine Novoïe Sormovo fut organisée, qui devint en 1934 la base industrielle du bureau d'études de Vassili Grabine. L'usine produisait les canons F-22, F-34, ZiS-2, ZiS-3, ZiS-6, BS-3, etc. Les méthodes de conception à grande vitesse et de production continue de systèmes d'artillerie introduites dans cette entreprise ont permis de produire environ cent mille pièces d'artillerie en seulement 3 ans de guerre.
En outre, en 1932, un port fluvial a été créé à la Strelka. De nombreuses entreprises existantes avant la révolution se sont développées et se sont modernisées tandis que de nouveaux instituts de recherche et établissements d'enseignement ont été fondés.

### Pendant la Seconde Guerre mondiale

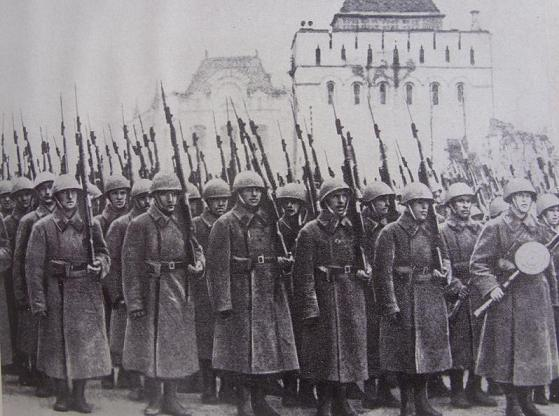
Formation de la division de fusiliers sur la place Sovetskaïa avant d'être envoyée au front.

Après le début de la Seconde Guerre mondiale (en 1941 pour l'URSS), un rassemblement dans toute la ville a eu lieu à Gorki, plusieurs milliers de personnes se sont inscrites comme volontaires pour le front, des unités de milice populaire ont commencé à se former et la formation générale des travailleurs aux affaires militaires a commencé. La formation des combattants de diverses spécialités a été dispensée par les cours et clubs d'Ossaviakhim, les centres de formation militaire et les écoles militaires d'officiers.
Sur le territoire de la ville et de la région, 56 unités et formations militaires de l'armée régulière ont été formées, qui ont combattu sur tous les fronts de la guerre. De plus, en novembre 1941, 72 unités de milice (34 568 personnes) furent formées dans la ville et participèrent à la bataille de Moscou. Au total, 822 000 habitants de Gorki ont combattu sur les fronts de la« Grande Guerre patriotique », soit un habitant de l'oblast sur quatre. Parmi eux, plus de 350 000 personnes ne sont pas revenues des champs de bataille : elles sont mortes, ont disparu ou sont mortes de leurs blessures dans les hôpitaux. 130 sous-mariniers ne sont pas revenus de voyages en mer. Pour leurs exploits militaires, 316 habitants de Gorki ont reçu la plus haute distinction : l'Étoile d'or du héros.
Au début d'octobre 1941, les troupes allemandes atteignirent Moscou et il y avait une menace de percée détournée des unités motorisées dans l'oblast de Gorki. Le 20 octobre 1941, la construction à grande échelle de lignes de défense a commencé, pour laquelle environ 350 000 habitants de la ville et de l'oblast ont été mobilisés. Le 31 octobre a commencé la construction de la ligne défensive d'Oka, d'une longueur totale de 1 134 km, réalisée par 14 constructions sur le terrain. La ligne défensive était située à 70-80 km de la ville dans la direction Vyksa - Mourom - Fominki - Gorokhovets, puis, à l'ouest de Tchkalovsk, elle se dirigeait vers la Volga, s'étendait jusqu'à Iourino et était constituée de fossés antichars, d'escarpes, de zones de batteries, bunkers et autres ouvrages d'art. La construction s'est terminée en janvier 1942.
En tant que centre industriel majeur, Gorki a été attaquée à plusieurs reprises par des bombardiers allemands. En novembre 1941, la formation de l'oblast de défense aérienne de Gorki commença. Les premiers raids aériens ont lieu dans la journée du 4 novembre et la nuit suivante. En 1942, le lieutenant Piotr Ivanovitch Shavurin, pilote de chasse du 722e IAP de défense aérienne défendant Gorki, a réalisé 2 éperonnages réussis, devenant ainsi le seul pilote soviétique avec la confirmation inconditionnelle de deux victoires « d'éperonnage ». En juin 1943, trois raids majeurs furent menés sur la ville. La cible principale était l'usine automobile de Molotov. 1 631 bombes explosives et 33 934 bombes incendiaires ont été larguées sur la ville, dont 1 095 et 2 493 sur l'usine, respectivement. Dans l'usine automobile, 50 bâtiments et structures, plus de 9 000 convoyeurs et convoyeurs, 5 900 unités d'équipements technologiques, 8 000 moteurs, 28 ponts roulants, 8 sous-stations d'atelier, 14 000 ensembles d'équipements et d'instruments électriques ont été détruits ou endommagés. 254 habitants de l'arrondissement d'Avtozavod et 28 soldats de la défense aérienne ont été tués, 492 habitants et 27 soldats ont été blessés. L'usine a effectivement cessé de fonctionneret n'a été reconstruit qu'au milieu de 1944. Au total, pendant la guerre, les bombardiers ennemis ont mené 43 raids sur Gorki, dont 26 de nuit.
Pendant la guerre, un point d'évacuation et une base d'évacuation (dans le port fluvial) ont été créés à Gorki pour desservir et répartir le flux des évacués. Plus de 500 000 soldats blessés ont été soignés dans des dizaines d'hôpitaux pendant les années de guerre.
Après que Moscou, Léningrad, Voronej, Toula, Stalingrad et d'autres villes se soient retrouvées proches ou sur le front, Gorki est devenu le plus grand centre de l'industrie de défense de l'arrière pour l'Armée rouge. Pour le front, les éléments suivants ont été produits dans la ville :
- 38 318 (37 % du total national) chars, canons automoteurs et véhicules blindés ;
- 43 688 (35,4%) mortiers ;
- 16 324 (26%) avions ;
- 27 (43,1%) sous-marins ;
- 109 636 (34,5%) voitures ;
- 85 722 (60%) stations de radio ;
- 101,7 mille pièces d'artillerie ; 1165 katiouchas, 3 trains blindés, plus de 150 millions de munitions et bien plus encore[84],[81].

À l'occasion du 30e anniversaires  de la Victoire, un mémorial « Les Gorkovites au Front » a été inauguré près des murs du Kremlin.

### Années d'après-guerre

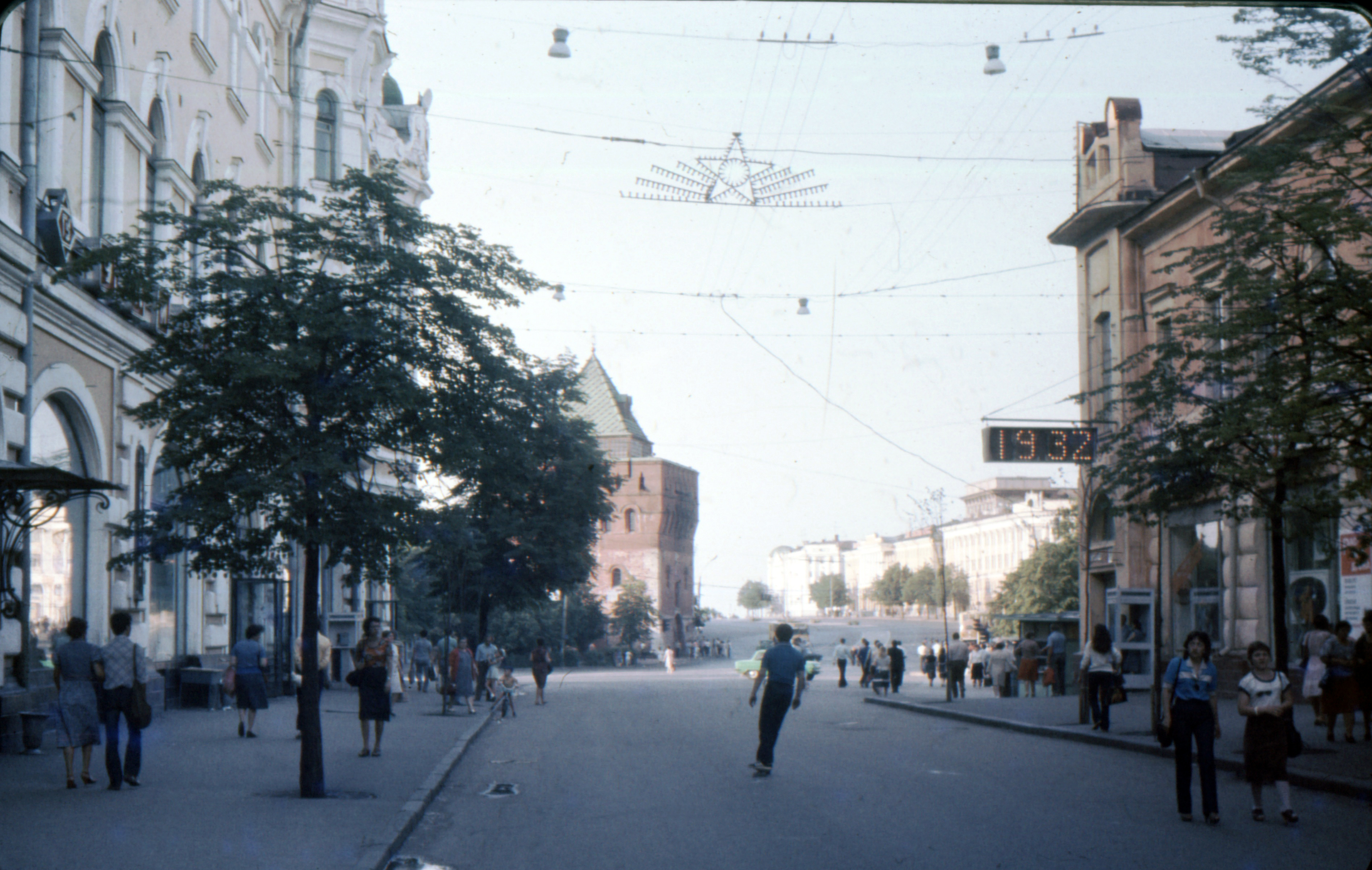
Centre de Gorki (rue Sverdlovka)

En 1946, la vooiture GAZ-M-20 Pobeda et le camion GAZ-51 sont sortis de la chaîne de montage de l'usine automobile de Gorki. En 1947, un service de trolleybus est lancé dans la ville. En 1949, la construction de l'escalier Tchkalov fut achevée. Le 7 octobre 1949, le navire fluvial à passagers «Finliandets» no 6, qui se trouvait sur la route Gorki - Bor a connu une catastrophe majeure. En avril 1951, la construction de la centrale hydroélectrique de Gorki a commencé. La première turbine de la centrale fut mise en charge le 2 novembre 1955. En 1957, l'usine de Krasnoïé Sormovo a produit l'hydroptère à grande vitesse Raketa-1 (concepteur en chef Rostislav Alekseïev). Le premier centre de télévision amateur, situé dans le club Frounzé, a commencé à fonctionner en 1953. La construction du Centre de télévision d'État Gorki a été achevée à l'automne 1957.

### Ville fermée de Gorki
Les entreprises de défense installées dans la ville ont attiré l'attention des services de renseignement étrangers (dont occidentaux). Comme l'écrit A.V. Ossipov dans le livre « De l'histoire des services spéciaux de Nijni Novgorod » :
« En 1956, Gorki reçut la visite de 78 étrangers en provenance de pays capitalistes, dont 22 officiers des services de renseignement. Et en 1957, il y avait déjà 245 étrangers originaires des pays capitalistes, dont 26 agents des renseignements officiels du corps diplomatique. »
Le 4 août 1959, à cause de cette raison, un décret du Conseil des ministres de l'URSS nommée « Sur la fermeture de la ville de Gorki aux visites des étrangers » est publié. Il transforme Gorki en une ville fermée.
Le 18 janvier 1970 un accident radiologique s'est produit à l'usine de Krasnoïe Sormovo. Lors de la construction du sous-marin nucléaire Projet 670 Skat K-320, un lancement non autorisé du réacteur a eu lieu.
Le 2 décembre 1970, Gorki reçut l'Ordre de Lénine par un oukase du Présidium du Soviet suprême de l'URSS. Cela se boit dans les armoiries modernes de la ville, le cerf traditionnel étant encadré par le ruban de l'Ordre de Lénine.
En 1985, le métro de Nijni Novgorod est ouvert dans la ville.

### Perestroïka
En 1911, le statut de ville fermée est supprimé et Gorki devient accessible aux étrangers.
Le 22 octobre 1990, par oukase du Présidium du Soviet suprême de la RSFSR, le nom de Nijni Novgorod a été rendu à la ville.

## Russie moderne (1991-)

### Au tournant desXXeetXXIesiècles

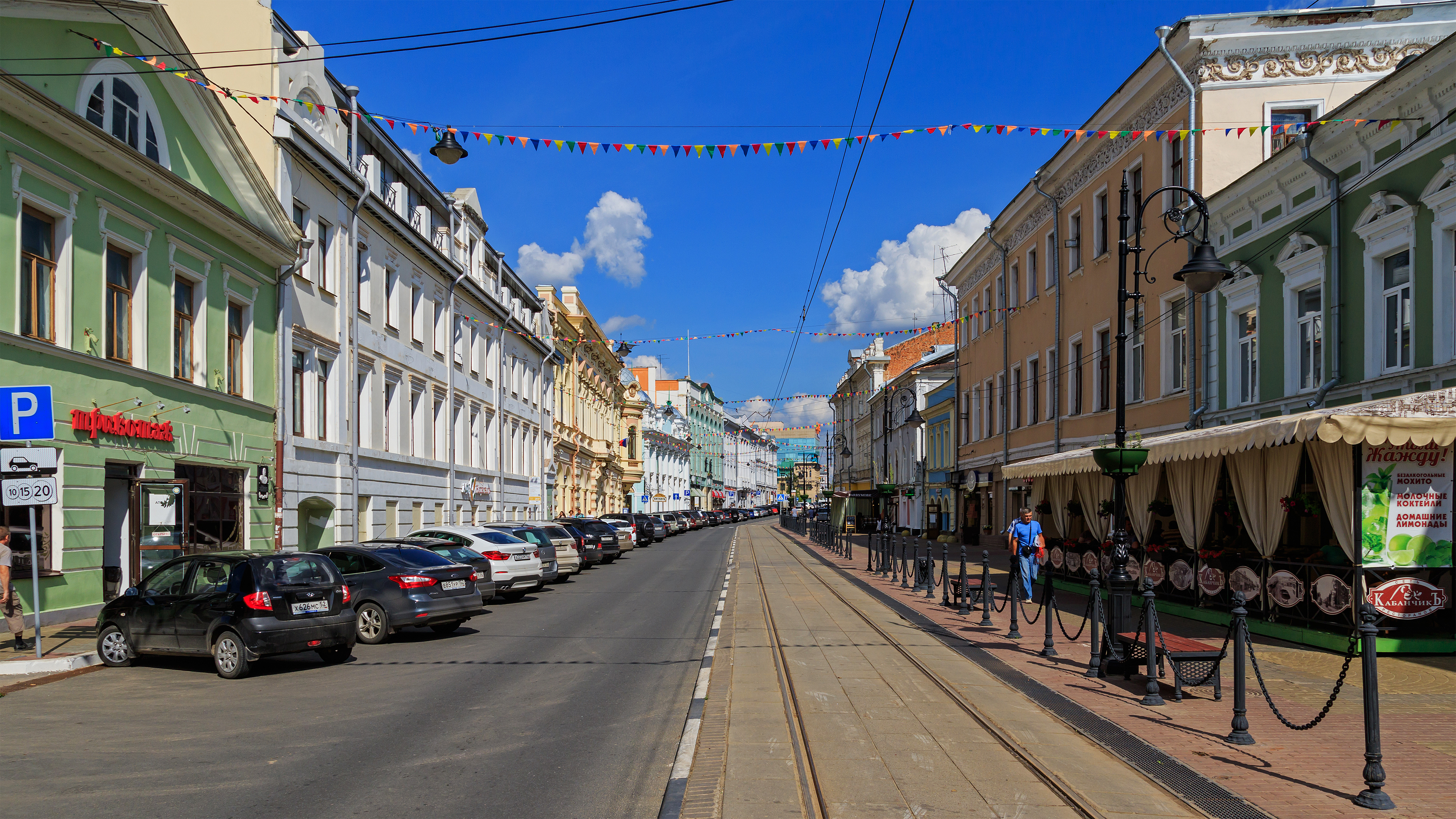
Rue de la Nativité.

À la fin du XXe siècle, les technologies de l'information ont commencé à se développer activement dans la ville et de nombreuses entreprises commerciales ont été ouvertes dans le domaine de la fourniture de services de communication mobile, d'Internet et du développement de logiciels. Nijni Novgorod est devenu l'un des plus grands centres russes dans le domaine informatique, conservant ce statut pendant plusieurs années. Dans la ville et l'oblast, 8 opérateurs de téléphonie mobile proposent leurs services, ce qui est unique en Russie. Dans le cadre de l'expansion de la sphère de l'information, le parc technologique Ankoudinovka (une technopôle) a été créé dans la ville.
Pendant les années 2000, un problème de transport a commencé à se développer, à cause de la capacité insuffisante des ponts de Nijni Novgorod reliant la partie basse et la partie haute de la ville, partie haute où se concentre l'activité commerciale. Jusqu'en 2009, ils y avait trois ponts. En novembre 2009, la circulation sur la partie automobile du pont du métro a été ouverte, mais en raison du caractère incomplet des abords, cela n'a pas résolu le problème des embouteillages sur les ponts. Ce pont a aussi permis à ce que le métro de Nijni Novgorod desserve la partie haute de la ville.
Le transfert de l’activité économique du centre historique encombré vers la partie de la ville située au-delà du fleuve a été envisagé à partir des années 1980. En 2008, ce projet a été inscrit dans le plan général, mais en 2009, il a été renvoyé pour révision. Le plan directeur de la ville a été approuvé le 17 mars 2010 par les députés de la Douma de la ville, mais aucune audience publique n'a depuis eu lieu sur le sujet.
Depuis septembre 2011, des travaux sont activement menés pour résoudre le problème des pôles de transport dans le centre de Nijni Novgorod : les abords des ponts sont élargis et améliorés. En 2013, le réseau express régional a été lancé, qui constitue une alternative à la ligne de métro reliant Sormovo à la gare de Moscou. Ce RER possède trois lignes et 27 gares. À cause des difficultés de circulation sur le pont de Bor, qui traverse la Volga, un téléphérique a été construit en février 2012, reliant Nijni Novgorod et la ville de Bor. Son trafic passagers quotidien est d'environ 5 000 personnes.

### Coupe du monde de la FIFA 2018

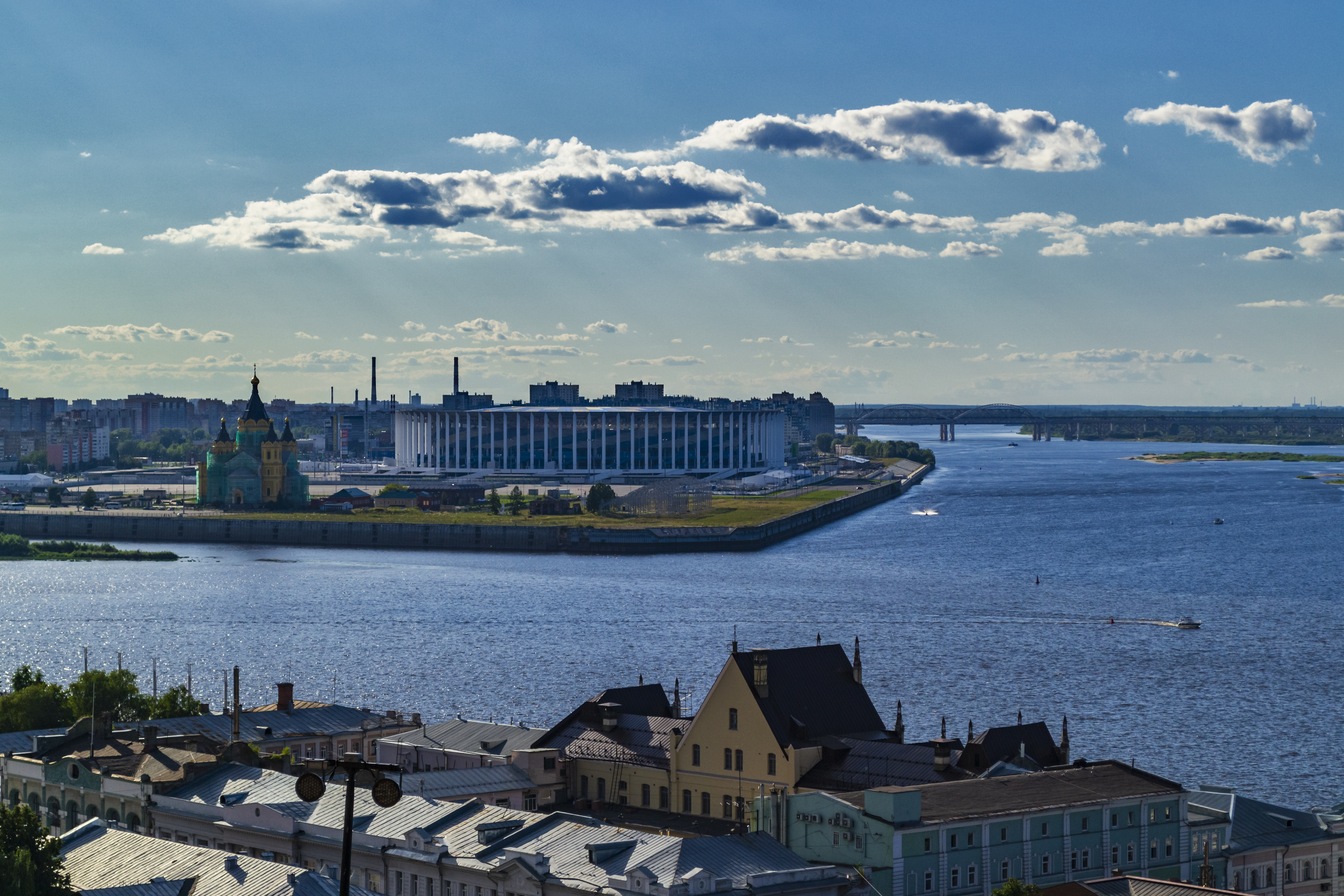
La Strelka.

En 2018, la ville a accueilli des matchs de la Coupe du monde de football. À cet égard, la ville a connu des changements majeurs. La Strelka (la flèche au niveau de la confluence de l'Oka dans la Volga) a été entièrement reconstruite. Un nouveau stade a été construit tandis que l'ancien port fluvial a été détruit. Un nouveau parc a été créé et des remblais ont été construits. Le 31 juillet 2017, le deuxième pont de Bor et les routes d'accès à celui-ci ont été ouverts, dont des échangeurs.
Par ailleurs, l'aspect du centre historique a changé. Une restauration à grande échelle des vieilles rues et des bâtiments a eu lieu, de nouveaux musées ont été ouverts, des hôtels ont été construits et des parcs ont été reconstruits.

### 800eanniversaire
En 2021, Nijni Novgorod a célébré son 800e anniversaire.

## Pour approfondir